# 孝敬憲皇后
孝敬宪皇后（1681年6月28日—1731年10月29日），姓乌拉那拉氏，正黄旗满洲人。內大臣费扬古的女儿。

## 生平
康熙年間，康熙帝将费扬古的女兒乌拉那拉氏配給皇四子胤禛。
康熙三十年（1691年），冊立為雍親王的嫡福晉。
康熙三十六年（1697年），乌拉那拉氏生下雍亲王嫡长子弘晖。但是在康熙四十三年（1704年）八岁不幸过世。
雍正元年（1722年）十二月，雍正登基，册立乌拉那拉氏為皇后。並追皇后父費揚古，一等公和致祭修墓、費揚古子孫為一等候。雍正八年（1730年），贈與费扬古為：一等承恩公，觉罗氏被追封為多羅格格。
雍正九年（1731年）九月，移驻畅春园後，于九月二十九日逝世。
雍正十三年，追封孝敬宪皇后曾祖父透納巴圖魯，祖父布克查，俱為一等公；曾祖母和祖母俱為一品夫人。遣官致祭，修墓立碑。
乾隆二年（1737年），皇后與雍正帝合葬於清西陵之泰陵墓園。
雍正帝親冊谥曰：「孝敬皇后」。乾隆和嘉慶皇帝累加諡號。
諡號全稱曰孝敬恭和懿顺昭惠莊肃安康佐天翊圣宪皇后，簡稱為孝敬宪皇后。

## 影视作品
| 年份   | 作品名稱       | 角色名稱                                                   | 飾演演員   | 編劇           | 注                                                                                                |
| 1999年 | 雍正王朝       | 烏拉那拉氏(四福晋→孝敬宪皇后）                             | 壮丽       | 刘和平         |                                                                                                   |
| 2011年 | 宮鎖心玉       | 烏拉那拉·金枝                                              | 徐麒雯     | 正             |                                                                                                   |
| 2011年 | 步步驚心       | 烏拉那拉氏（後期為孝敬憲皇后，也是女主角若曦心境中的自己） | 穆婷婷     | 桐华           |                                                                                                   |
| 2012年 | 宮鎖珠簾       | 烏拉那拉·貞兒                                              | 孙菲菲     | 正             |                                                                                                   |
| 2012年 | 後宮甄嬛傳     | 烏拉那拉·柔則（純元皇后）                                  | 無演員飾演 | 流瀲紫         | 角色在故事開始前已經去世，之后才被追封皇后，被劇中人物多次提及 劇中主角甄嬛亦與此角色有幾分相似。 |
| 2012年 | 後宮甄嬛傳     | 烏拉那拉·宜修                                              | 蔡少芬     | 流瀲紫         |                                                                                                   |
| 2017年 | 花落宮廷錯流年 | 烏拉那拉·凝秀                                              | 覃煒       | 陳小桃、馬書妤 |                                                                                                   |
| 2018年 | 如懿傳         | 烏拉那拉·宜修                                              | 陳沖       | 流瀲紫         |                                                                                                   |